# 山内咲奈
山内 咲奈（やまうち さきな、2004年2月29日 - ）は、日本の女性アイドル。アソビシステム（KAWAII LAB.）所属。女性アイドルグループSWEET STEADYのメンバーで、イメージカラーは黄色。大阪府出身。

## 略歴
- 2023年、アソビシステムの育成プロジェクト「KAWAII LAB. MATES」で活動。[3]
- 2024年1月23日、KAWAII LAB.より発足した新グループSWEET STEADYのメンバーとして公開。[4]
- 2024年3月4日、東京・恵比寿[[ザ・ガーデンホール]()]()*

1. ↑  “SWEET STEADY”.   ASOBISYSTEM. 2025年8月20日閲覧。
2. ↑  “SWEET STEADY 2024年3月4日にデビュー。メンバーを公開”. IDOL REPORT.com (2024年1月24日). 2025年8月20日閲覧。
3. ↑  “KAWAII LAB. MATES メンバー＆フォトギャラリー”. 音楽ナタリー (2023年11月21日). 2025年8月20日閲覧。
4. ↑  “SWEET STEADY 2024年3月4日にデビュー。メンバーを公開”. IDOL REPORT.com (2024年1月24日). 2025年8月20日閲覧。